# Burak ćwikłowy
Burak ćwikłowy – grupa kultywarów podgatunku buraka zwyczajnego (Beta vulgaris L. subsp. vulgaris). Ma formy jednoroczne, dwuletnie i trwałe. Był uprawiany w czasach starożytnych dla celów spożywczych i leczniczych, przy czym uprawiane wówczas formy różniły się znacznie od współczesnych.

## Morfologia
Ma jadalny, czerwony, biały lub żółty korzeń spichrzowy i czerwonawe liście.
Jest rośliną dwuletnią. W pierwszym roku uprawy tworzy korzeń spichrzowy i rozetę liści, a w drugim pęd kwiatostanowy. Kształt korzenia spichrzowego jest cechą odmianową. Odmiany o korzeniach wydłużonych mają dłuższy okres wegetacji niż odmiany o korzeniach kulistych lub płaskokulistych. Liście w rozecie są trójkątne lub owalne o zabarwieniu od jasnozielonego do brązowo- lub fioletowoczerwonego. Są osadzone na długich, soczystych ogonkach.

## Zastosowanie
- Warzywo. Jest powszechnie uprawiane w Polsce. Jego młode liście są jadane jako botwina.
- Sposób uprawy: Nasiona wysiewa się w kwietniu. Okres wzrostu trwa 3–4 miesiące. Nie wymaga żyznej gleby.

## Wartości odżywcze
Młode liście zawierają więcej białka i soli mineralnych aniżeli korzenie. Korzeń zawiera białko, cukry, sole mineralne, witaminy z grupy B i witaminę C. Ma szczególnie znaczenie dietetyczne dzięki dużej zawartości błonnika, który wpływa dodatnio na trawienie oraz dzięki zawartości kwasu jabłkowego, cytrynowego, winnego i szczawiowego.

## Uprawy w Polsce
Burak ćwikłowy jest jednym z najpopularniejszych warzyw w Polsce, uprawianym na powierzchni 8–15 tys. ha., a jego zbiory odnotowują udział 6% w zbiorach warzyw w Polsce, kształtując się na poziomie od 290 do 375 tys. ton. Polska jest największym producentem buraków ćwikłowych w UE. Eksport świeżych buraków  ćwikłowych jest stosunkowo nieduży. W latach 2012–2017 wynosił 16–23 tys. ton. W polskiej sprzedaży zagranicznej warzyw buraki ćwikłowe mają 5-procentowy udział.